# Донг Минжу
Донг Минжу (на китайски: 董明珠, на пинин: Dǒng Míngzhū; родена август 1954 г.) е китайска бизнесдама, председател и президент на Gree Electric.

## Ранен живот
Донг Минжу е родена като най-малкото от седем деца в работническо семейство в Нанкин, столицата на Източен Китай, провинция Дзянсу, през август 1954 г. Когато е дете, тя иска да стане войник. Донг завършва специализиран институт в Уху, Анхуей през 1975 г. със специалност „Статистика“. След дипломирането си заема административни длъжности в местния държавен научно-изследователски химически институт в Нанкин в продължение на 15 години.

## Кариера
През 1990 г., на 36-годишна възраст, наскоро овдовялата Донг оставя тригодишния си син на баба му и напуска работата си в държавния изследователски център, за да се премести в по-развития в икономическо отношение Шенжен в провинция Гуандун и да си намери нова работа, но скоро се премества в Джухай.
Присъединява се към Haley (предшественик на Gree Electric) като продавач и в продължение на четири години работи като мениджър по продажбите на климатици. „Изпратена в бедната провинция Анхуей, тя осигурява една осма от годишните продажби на Gree и привлича вниманието на Джу Дзянхун, първия генерален мениджър на Gree, тогава председател на борда.“ През 1994 г. тя става ръководител на продажбите на компанията, през 1996 г. – неин заместник-президент, през 2001 г. – неин президент, а през 2012 г. – неин председател.
Според „Ню Йорк Таймс“ „през първите три тримесечия на 2010 г. приходите на Gree възлизат на 44,3 млрд. юана, или 6,7 млрд. щ.д., а нетната печалба - на 2,9 млрд. юана“. Според Fortune „акциите на компанията Gree Electric са нараснали с 2300% по време на нейната служба, а Донг се е превърнала в легенда в Китай“. Под нейно ръководство Gree Electric развива използването на слънчева енергия, навлиза в китайския пазар на смартфони, развива роботиката, създава центрове за третиране на отпадъци в цялата страна, а през март 2016 г. придобива производителя на електрически автомобили Yinlong.
През март 2019 г. тя прилага намаление на данъка върху добавената стойност, за да постигне по-конкурентни цени и да се стреми към агресивно международно развитие въпреки продължаващата търговска война между САЩ и Китай.
През 2021 г. Fortune класира Донг на седмо място сред най-влиятелните жени в света.
Според Forbes „фискалната 2023 г. е най-добрата година на Gree досега с печалба от 4,1 милиарда щ.д., която се дължи на усилията за иновации. В своя първи по рода си доклад относно екологичното, социално и корпоративно управление Gree заявява, че притежава 44 „водещи в международен план“ технологии, от които 41 са свързани със зелената енергия“.

## Участие в политиката
Донг е член на 10-ия, 11-ия и 12-ия национален народен конгрес. Тя е член на Китайската демократична национална строителна асоциация, както и член на 10-ия изпълнителен комитет на Общокитайската федерация на жените.

## Награди
- 2015: 4-та най-влиятелна жена в Азиатско-тихоокеанския регион според списание Fortune[5]
- 2013: Woman in the Mix за бизнес от Forbes Asia[10]

## Личен живот
Донг се омъжва скоро след като завършва университета, но овдовява, когато синът ѝ навършва две години. Съпругът ѝ умира от болест през 1984 г. Тя не се омъжва повторно.

## Публикувани произведения
- Regretless Pursuit („Безжалостно преследване“), 2006 г., който е превърнат в 20-сериен телевизионен сериал на China Central Television.[11][12][13]
- Check Around the World